# Aftonbladet (Norrköping)
Aftonbladet i Norrköping var en dagstidning utgiven i Norrköping 11 december 1833 till 1 juli 1836
Tidningen trycktes hos  A Bohlin med frakturstil till 1835 och därefter antikva. Tidningen kom ut 2 dagar i veckan onsdag och lördag 1833 till 18 januari 1834. Den var tredagarstidning måndag, onsdag och lördag sedan för att från 12 oktober 1834 till 28 december komma 4 dagar i veckan. 1836 blev den veckotidning fram till tidningens nedläggning. Tidningen hade 4 sidor med bara 2 sidor för supplementbladen måndagar och torsdagar i december 1834. Formatet var mindre, kvarto med två spalter ca 22 cm x 19cm. Prenumerationen kostade 5 riksdaler banco 1833-1834 och 4 riksdaler banco 32 skilling 1835 och 2 riksdaler banco 1836.
Utgivningsbevis för tidningen utfärdades för bokhandlaren Abraham Bohlin 29 november 1833.